# Ču Čan-šan
Ču Čan-šan (čínsky pchin-jinem Zhū Zhānshàn, znaky 朱瞻墡; 4. dubna 1406 – 18. února 1478), posmrtným jménem kníže Sien ze Siang (čínsky pchin-jinem Xiāngxiànwáng, znaky 襄憲王), byl pátý syn čínského císaře Chung-siho a kníže ze Siang.

## Život
Ču Čan-šan se narodil roku 1406 Chung-simu, pozdějšímu císaři říše Ming, tehdy ještě korunnímu princi. Matkou Ču Čan-šana byla paní Čang, Chung-siho hlavní manželka a později císařovna.
Roku 1424 Chung-si zdědil po zemřelém otci (císaři Jung-le) císařský trůn, přičemž jmenoval nejstaršího syna korunním princem a mladší syny knížaty. Ču Čan-šan se stal knížetem ze Siang (襄王, Siang-wang). Roku 1429 odjel z Pekingu do svého údělu v Čchang-ša, sídle prefektury a významném městě v provincii Chu-kuang jižně od řeky Jang-c’-ťiang.
Císař Chung-si zemřel roku 1425, po něm nastoupil Ču Čan-šanův starší bratr Süan-te, který zemřel roku 1435. Süan-teho starší syn byl tehdy ještě malý, sedmiletý, proto se objevil návrh dosadit na trůn dospělého Ču Čan-šana. Podle čínského historika druhé poloviny 17. století Mao Čchi-linga Ču Čan-šana ho prosazovala jeho matka, velká císařovna vdova Čang. Rychlá protiakce Süan-teho císařovny vdovy Sun zmařila plán paní Čang a vyústila v nastolení Süan-teho staršího syna jako císaře Jing-cunga. Císařovna vdova Čang si však udržela rozhodující roli v čele vlády.
Roku 1436 ho vláda císaře Jing-cunga přeložila do relativně zapadlého prefekturního sídla Siang-jangu v severním Chu-kuangu. Zemřel roku 1478, obdržel posmrtné jméno kníže Sien ze Siang (襄憲王, Siang-sien-wang) Jeho potomci drželi titul knížete ze Siang až do roku 1644, kdy byla říše Ming dobyta mandžuskou říší Čching.